# Битва під Сепеєю
Сепея (дав.-гр. Σήπεια) — місцевість в Арголіді (Пелопоннес, Греція) поблизу Тиринфа.
У 494 р. до н. е. біля Сепеї військо аргосців зустрілося із спартанцями, яких очолював Клеомен. Помітивши, що супротивник повторює усі його дії, Клеомен наказав дати сигнал до обіду — коли ж аргів'яни і собі почали обідати, несподівано напав на них. Чимало аргосців загинуло, а ті, хто залишився при зброї, відступили до священного лісу. Клеомен оточив ліс, оголосив, що отримав за переможених викуп і, обіцяючи відпустити, почав викликати аргосців одного за одним по іменах. Як тільки хтось виходив — його вбивали. Коли ж підступ відкрився, спартанці просто підпалили ліс. Загалом загинуло шість тисяч аргосців. Втративши майже всіх чоловіків, які могли носити зброю, після сепейської катастрофи Аргос позбувся ще й усіх своїх володінь в Арголіді. Тройзен, Тиринф, Епідавр, Герміона, Фліунт і Мікени стали союзниками Спарти.